# میراندا بودنهوفر
میراندا بودنهوفر (اسپانیایی: Miranda Bodenhöfer‎؛ زادهٔ ۱۷ مهٔ ۱۹۹۰) بازیگر و رقصنده باله اهل شیلی است.
از فیلم‌هایی که وی در آن‌ها نقش داشته است، می‌توان به رقصنده و دزد اشاره نمود.